# Niceforonia nana
Niceforonia nana är en groddjursart som beskrevs av Coleman J. Goin och Cochran 1963. Niceforonia nana ingår i släktet Niceforonia och familjen Strabomantidae. IUCN kategoriserar arten globalt som otillräckligt studerad. Inga underarter finns listade i Catalogue of Life.